# 迪維諾迪聖洛倫索

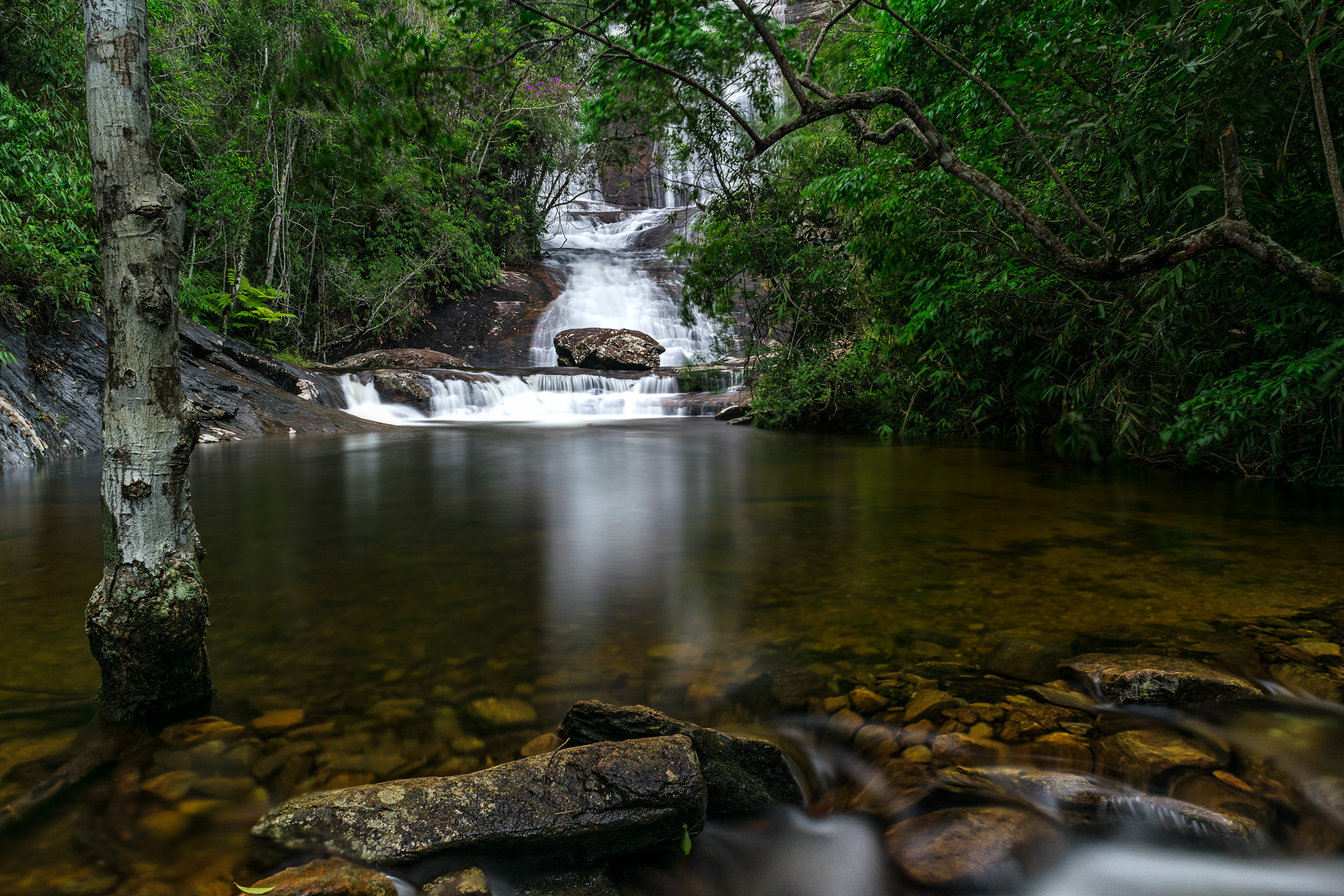
迪維諾迪聖洛倫索

20°37′12″S 41°41′09″W / 20.62000°S 41.68583°W
迪維諾迪聖洛倫索（葡萄牙語：Divino de São Lourenço），是巴西的城鎮，位於該國東南部，由聖埃斯皮里圖州負責管轄，始建於1963年12月30日，面積174平方公里，海拔高度680米，2010年人口4,516，人口密度每平方公里25.97人。